# جبل الحرابة
جبل الحرابة جبل يقع بشمال غربي الجمهورية التونسية بولاية الكاف على الحدود التونسية الجزائرية، جنوب غربي مدينة الكاف وشمال غربي مدينة تاجروين. يبلغ ارتفاعه 1095 م.